# 台湾对六四事件的反应
1989年4月15日，胡耀邦去世，並觸發中华人民共和国境内逐漸升級的學生、市民的大規模抗議、請願活動，群眾要求民主改革開放，史稱八九民運。6月3日凌晨至4日，中国共产党内以邓小平和李鹏等为首的强硬派派遣中国人民解放军鎮壓在北京市的天安门广场及其周邊的抗議群衆，造成多數民眾傷亡，是為「六四事件」；在發生的期間，與中國大陸有著特殊關係的台灣海峽對岸的台灣（中華民國），也持續關注著事件的發展，包括政界、民間也出現相應的聲援活動。
在胡耀邦之死，八九民运爆发前，台湾政府和民间就通过多种方式，声援当时中国大陆的民主运动和被捕的民运人士。1989年3月，台灣32名學者舉辦「支持大陸民主改革」座談會，並發表支持大陸知識分子爭取民主與人權的聲明。台灣左翼统派团体「夏潮聯誼會」亦發表聲明支持要求釋放中国政治犯的主張。第七屆全國人大代表的「台灣省代表團」成員陸毅中、劉彩品與黃順興在3月23日提出一份「建議人大常委會特赦改惡從善之罪犯」的建議案，建議特赦部分民運人士。4月初，台湾中国大陆问题研究所举办针对中国大陆大学在校学生和海外留学生的征文和有奖征答活动，题目包括“如何建设一个民主、均富、统一的新中国”，“从民主与科学看五四运动”，“中国统一与现代化”，“台湾经验与中国前途”。征文录取最优三名和佳作五名，最优三名依次获奖金八、六、四万元新台币，佳作五名各获奖金二万元。有奖征答共十个题目，大陆民众均可参加，录取三十名，可各获奖金新台币五千元。中国当局指这些选题均“带有诬蔑攻击性”。4月12日，中央日報發表社论，谴责中国当局拒绝部分中国黨內外知識分子的民主訴求。

## 六四清場前（1989年4月15日－6月3日）

### 政界
4月15日，胡耀邦死后，中国爆发学运。4月17日，行政院大陸工作會報通過准許大眾傳播事業赴大陸採訪新聞。22日，行政院長兪國華在立法院答詢時表示大陆的“爭民主、爭自由浪潮澎湃,正顯示我們推廣「台灣經驗」發生效應”。4月26日，中國國民黨召開中央常委會討論中国學生学潮，認為“應掌握有利形勢,支持大陸同胞的正義鬥爭,積極推廣臺灣經驗,加速促進大陸的民主化”。
4月30日，國民黨秘書長李煥指出當前大陸工作主要目標是“希望大陸能做到政治民主、經濟自由、社會公平、輿論開放”。台北的「亚洲开发银行代表團」亦抵達北京參加亞銀年會,并連續數日舉行記者會。5月17日，國民黨中央委員會主席李登輝發表聲明表示支援“大陸同胞爭自由、爭民主、爭人權”。
5月18日，國家安全會議秘書長蔣緯國發起「送愛心到天安門」活動。國民黨中央委員會於5月18日發表聲明，支持中国这场民主運動：「⋯⋯政治民主化、經濟自由化，是不可抗拒的世界潮流，也是本黨的奮鬥方向。在這方面，我們已創造了基於三民主義思想的「臺灣經驗」；在大陸，以知識份子為先鋒的民主運動，由於新聞工作者、中共幹部、工農群眾的參與，及中共軍隊的同情，已蔚成爭取民主、自由、人權的洪流。我們將採取各種方式，透過各種管道予以最大的支持。確信這個民主運動必將贏得最後的勝利！」声明认为运动的爆发“不是一般的學生運動，而是大陸青年群眾基於對國家民族的一種使命感”，运动爆发的遠因“是四十年來馬列主義共產制度的破產”近因“是中共政治、經濟改革的失敗，以及自由世界特別是臺灣復興基地的民主、自由的成就，增加了大陸同胞的嚮往”。
九位國民黨立法委員則連署聲援書，送往北京將在天安門前宣讀。趙少康等人表示，在此一歷史關鍵的重大時刻，為了及時表達我們的關注與肯定，也為了證明我們不是歷史的缺席者，更希望我們的聲援能為中國大陸學生的堅持，增添一份溫暖與力量。
時任行政院大陆工作会报（陆委会前身）执行秘书馬英九則認為，中國大陸社會上普遍已潛藏不滿中共的因子之故，再加上學生開始時只要求與中共「對話」，野心不大，姿態低，其行動不過份而合理，有自制力，自然給民眾一個學生在作合理要求之感，因此很迅速為各階層所響應。
5月19日，台湾紅十字會對大陆絕食青年表示關懷,并準備提供醫藥協助。中國佛敎會亦發表支持大陸民運聲明，呼籲大陸佛敎徒支持學運。5月20日，中国当局宣布北京戒严。5月21日，新聞局長邵玉銘代表中华民国政府发表声明表示“深感痛心並予嚴厲譴責”，并表示“中華民國政府與人民……誓爲大陸同胞爭自由、爭民主運動的後盾，將與大陸同胞攜手連心，一齊爲中國美好的未來而奮鬥不懈”，同时“正告中共當局，應該立刻停止武力鎮壓民衆的行動……朝向「政治民主化」、「經濟自由化」、「社會多元化」與「文化中國化」的大道前進”。
5月22日，國民黨中委會秘書長李煥召集有關單位主管交換意見,決定“以精神支援和具體行動二種方式聲援大陸民主運動”。国民党的中央日報發表《中國大陸正在突破黑暗、奔向黎明》社論,认为八九民运是“五四傳統的繼續”,“正導引大陸人民突破黑暗、奔向黎明”，当天也有台灣民眾在中正紀念堂展開「全人類支援大陸同胞爭取民主和自由」簽名活動。
5月23日，台灣200多個團體成立“中華民國聲援大陸同胞爭取民主運動委員會”。朝野各界也熱烈響應，李勝峰等近百位立委在連署的提案中指出，一九八九年的北京之春，是中國希望的春天，過去，我們以「不」來回報中共統戰以求自保，今天為了全中國的自由幸福，應以海峽兩岸人民共同的心願—自由、民主來回應中共的統戰。聲援行動的發起人包括梁肅戎、林棟、莫萱元、林聯輝、呂學儀、張世良、林鈺祥、黃河清、趙少康、李勝峰等立法院各派系領導人或具代表性立委，以及國民大會代表劉炳森、省議員洪性榮、台北市議員郁慕明、郭石吉、馮定國等。
發起聲援行動的立委指出，只有民主自由體制才是中國前途之所繫，而四十年來在中共統治下的中國，這次民主學運的聲勢是空前，如果未能掌握這次民主自由發展的契機，將會為中華民族發展歷史上留下具指標性的紀錄。
行政院大陸工作會報亦發表支援大陸民運的聲明，並要求“中共政權立刻解除戒嚴，徹底實現此次民主運動之願望”，“籲請海內外各界，一本同胞愛，透過精神、物質等各種方式，積極聲援大陸同胞爭取自由民主運動”，“推動大陸工作，以期中國早日統一於自由、民主、均富制度之下”，並呼籲將世界各地支持運動的報導與評論“以最迅速有效的方式”送給大陸社會。
光復大陸設計研究委員會提出支援運動的方案，呼籲通過邀請邀請大陸留學生和訪問學者來臺訪問等方式宣傳自由民主，同時在海外針對對岸留學生舉辦學術座談，除政府機構外，民間團體亦可成立基金會用於接觸聯繫與支援。
同日，國家安全會議秘書長蔣緯國正告中共當局，以「動口不動手」的理性態度，對待中國學運青年，並應立即放下武器，拿出民主的誠意與學生對話，才能真正解決大陸同胞抗爭自由的問題。經建會主任委員錢復指出，為避免提供中共武力鎮壓示威學生的藉口，我政府與行政官員處理、或評論北京等地大規模抗議示威事件時，都應特別審慎，以免無辜的青年學生，慘遭中共迫害。而立法委員朱高正和中共「政協立委」徐四民，以「讓人民做主」為題發表聯合聲明，呼籲中共當局盡快撤銷戒嚴令；充分尊重新聞自由；正面評價胡耀邦逝世以來的學生運動，撤回4月26日的人民日報社論；全面檢討日前大陸的貪污腐化現象，並深入改革政治體制，讓民意主導政策。
民進黨立法院黨團召集人康寧祥委員昨天說，中共以武力鎮壓學生運動及封鎖新聞的做法，將會嚇退我們這邊的人民。而由這個事例可見大陸從共產體制到自由民主，還有漫漫長路要走，勸告中共當局應多多為民謀福利，先不要談統一或其他的事。
5月23日，趙少康、李勝峰等人下午在立法院會提案請立法院決議六項內容，以表達立法院對大陸學生及人民的關懷：
一、支持大陸學生人民爭民主自由運動
二、譴責中共出動武裝軍隊鎮壓徒手學生與人民
三、譴責中共封鎖新聞，應立即開放新聞傳播自由
四、中共應解除北平及武漢的戒嚴與軍管
五、中共應立即實施民主制度，並放棄四個堅持

六、要求政府立即採取有效措施
民進黨的尤清將聲明修改成：
一、支持台灣學生、農人、工人，爭取校園民主及農工人權的運動
二、譴責五二〇事件軍警暴力毆打學生、農民、記者的暴行
三、譴責國民黨壟斷電視台及廣播電台
四、要求國民黨在形式解嚴後，更應解除軍事、情報、特務的統治
五、要求國民黨實施民主政治，全面改選國會，直接民選省市長

六、要求政府立即採取有效措施，落實憲政
5月24日，「北京台北心連心」支援大陸民主運動大會在台北发起。國民黨主席李登輝發表講話，聲稱將「作大陸同胞後盾,使他們的血淚不要白流」。国民党中央日報發表《以熱血與行動,支援大陸同胞,爭民主!爭自由!》，呼吁中国当局“應把民主與自由還給全體中國人”,並呼籲“海內外中國同胞給予大陸同胞支持與聲援”。5月27日，中央日報發表社論《鄧小平迴光返照》，認為八九民運是十年前「北京之春」運動和八六學潮的重現，而鄧小平是“沒有皇位的皇帝,已日薄西山”。

### 民間
4月26日，臺灣各大學學生社團共同發表聲明，支持中国學生“面對社會體制問題……奮力促進社會改革的努力”。5月15日，台灣13個新聞事業團體（包括中國新聞學會、中華民國電視學會、圖書出版事業協會等）發表“支援大陸同業爭自由聯合聲明”，支持大陸的新聞工作者發出要求新聞自由的訴求，表示「真理之前,義無反顧」，“新聞自由是一個國家邁向現代化的先決條件,這個目的一天沒有達成,我們的奮門便一天不能終止;今天我們在自由中國的臺北集會,矢志與大陸新聞工作者站在同一戰線上”。
北京宣佈戒嚴后，5月23日，包括東吳大學劉源俊、清華大學邱紀良等十多名大專院校學者發表聯合聲援書，對大陸學生運動表示支持，並要求中國當局停止試圖以軍隊鎮壓示威。24日，天主敎台北教區為學運舉行彌撒祈福。“世界反共聯盟中華民國分會”亦發表支持运动的聲明。5月25日，中華民國歸國學友協會發佈聲援書，呼籲中國當局“認清民心之所向,順應大勢之所趨”，認爲“民主的燎原之火,必將埋葬中共政權於歷史的灰燼”。國立僑大先修班全體師生發表“聲援血書”對大陸學運參與的學生致敬，表示“中國的未來有救了,勇敢的前進弟兄們,全世界各角落的中國人,都會關心您們、支持您們,歷史也在記錄著您們不朽的行爲”。
5月27日，天主教輔仁大學、靜宜文理學院全體師生發表聯合聲援大陸學生的大會宣言，提出“節約一個月的娛樂費用,協助大陸學生,誓爲後盾”、“海外的留學生與華僑……從海外向大陸進軍…形成輿論”、并由大陸災胞救濟總會進行空飄等。5月30日，佛教、回教、天主教和基督教四大宗教聯合組成的中國宗教聯誼會發表支援運動聲明，為民主運動的勝利“虔誠祈禱”，並“向全世界各宗教團體指控中共迫害宗敎的罪行”，呼籲中國領導人“速停止戒嚴,廢除「四個堅持」,捨棄共產主義制度,接受學生對話,給予中國大陸人民充分之自由、平等和人權”。
5月28日，台灣參與響應當天的「全球華人大遊行」。在台北，大约1万名大学生和民众在中正纪念堂集会及游行，彻夜声援以示支持。在高雄，亦有大约1万人参加游行活动。香港東亞銀行亦鑑於中國動盪局勢，正式向香港政府申請赴台灣設立分行。
5月28日，藝文界發起聲援募款，由申學庸、林懷民、賴聲川擔任監督小組，新象義務支援人力、物力。林懷民一再強調時效性與公平性，同時以25日為截止日，盡快送往大陸，以免大陸政局瞬息萬變，幫不上忙。為了聲援運動，由台灣的四間唱片公司：飛碟、滾石、可登及寶麗金，集結當時的多位歌手錄製了《歷史的傷口：天安門之火》，而這首歌經過新聞局審查通過後，除了透過廣播及海外組織的宣傳外，也在國外各個機場針對要赴中國的旅客發送音樂卡帶。立法委員趙少康表示，民意代表日前在國父紀念館發起的支援大陸民主運動集會，有不少熱心人士捐贈金錢及物品，發起團體將尋求適當人選將這些東西連同簽名布條送到大陸。
5月29日，“三民主義大同盟”發表公開信，決給予大陸民運各種實際支援。5月30日，中國宗教徒聯誼會發表支援大陸民主運動的聲明。5月31日，包括沈清松、邵宗海、馮滬祥、劉必榮在内的八名大學教授發起《兩岸同心救神州》的聯合聲明，并有十幾名其他教授連署，呼籲“和平，民主，救中國”，支持大陸民主運動，并對參與的中國學生知識分子致敬，並“正告”中國當局對不要整肅迫害知識分子，亦呼籲台澎金馬地區的人聲援，認爲共產主義的專政已經是“强弩之末”。“台灣青年聲援大陸民主運動”發起「手牽手心連心」活動，連手隊伍北起基隆南迄高雄，綿延四百公里。台灣大專院校學生代表亦發表聲明支援大陸活動。
6月2日，台北中正紀念堂舉行「血脈相連、兩岸對歌」活動,聲援大陸民運。

## 六四清場發生及之後（1989年6－7月）

### 政界
从6月3日凌晨开始，解放军部队开入天安门广场，并在冲突中造成平民伤亡。中華民國總統暨中國國民黨主席李登輝於6月4日當晚發表聲明：「中共所採取毫無人性的做法，必將受到歷史的裁判，為抗議中共以武力鎮壓民主運動，登輝要以最沉痛的心情，代表中華民國政府和人民，呼籲全世界所有愛好自由，重視人權的國家與人士，對中共暴行給予最嚴厲的譴責」對大陸同胞給予一切可能的支援，並與中共作徹底的決裂，並“提醒復興基地的全體軍民同胞，對中共暴力黷武的傾向，提高警覺，以防止中共在崩潰前夕，所可能採取的冒險行動”。國防部於當日下令「停休返防，全體國軍官兵迅速進入備戰部署」。
台灣省政府主席邱創煥呼籲全省同胞響應總統李登輝的號召，以實際聲討活動回應大陸同胞，希望中共政權拿出良心，停止濫殺。
6月4日，中国国民党二中全會发表声明，表示对“中共這種血腥鎮壓手無寸鐵的大陸同胞的暴行…感到無比的震驚與憤怒，一致表示最嚴厲的譴責，對大陸同胞也一致表示最強烈支援與關懷”，对“不幸遭到中共屠殺的同胞表示無比的沈痛與哀悼”，亦呼吁解放军“切勿做中共頭目的政治工具，放棄鎮壓大陸同胞的暴力行為”。声明同时列出五点，包括谴责中共政权、坚决支援大陆民主自由运动，呼吁海外中国人和全世界自由国家制裁中国，呼吁海内外中国人团结促使中共政权早日崩溃，以及“希望大陸同胞珍惜生命，堅持理想，把這個偉大的運動進行到底”。國民黨亦提出五項支持大陸民運的決定，包括二中全會發表聲明譴責、李登輝主席以總統身份發表聲明、外交部與友好國家進行聯係、三軍戒備防止“中共蠢動”、由紅十字會聯係國際紅十字會救援天安門事件受害者。
6月5日，中國國民黨发表“致大陸同胞慰問電”，聲明由國民黨第十三屆中央委員會第二次全體會議通過，強烈譴責鄧小平、李鵬等中共當權者實施戒嚴與屠殺，“由於你們在爭民主自由壯烈運動中的流血犧牲，卻出現了黎明的景象。在台灣復興基地的同胞，一致堅決支持你們，並決以各種具體行動支援你們。讓我們海峽兩岸及海內外的中華兒女，攜手團結起來，摧毀共黨暴虐統治，在三民主義自由民主均富的光明大道上，達成國家統一中興的歷史任務”。
台北市長吳伯雄在事發隔日6月5日發表聲明指，「大陸同胞爭自由爭民主已是大勢所趨，中共當局雖能壓抑一時，但不能壓抑長久，暴政終必被推翻。」他同時對在天安門廣場死難的大陸同胞表示哀悼。
6月6日，立法院發表九點支援大陸民運聲明，除表示譴責、哀悼外，亦呼籲“政府具體實施民主憲政做爲中國人民的榜樣”，“世界各國政府中止對中共軍售及與中共軍事科技合作或支援……世界各國及全球華人……拒絕參加在中國大陸舉辦的各項國際活動及會議”。國民大會則呼籲美國及其他自由民主國家“認清中共之本質爲自由之公敵，勿再爲其和平假象所蒙蔽，立即給予經濟制裁， 停止武器供應、科技之轉移”，並希望政府“繼續加強推行民主憲政，從速訂定大陸政策，推廣「臺灣經驗」，使我大陸同胞共享自由民主之幸福生活”。
各縣市首長亦發表譴責中國當局的聲明。高雄縣長余陳月瑛表示：民主與自由運動，是全世界的潮流，不管大陸或台灣執政當局都應該認清此一事實；或許執政者可以壓抑一時，但人民爭民主爭自由的精神永遠不會被擊潰，民主運動也絕對會持續、永遠下去。彰化縣長黃石城表示：大陸學生為民主而抗爭的立場是超然的，早在學生靜坐抗議之初，中共當局就應出面與學生坦承對話溝通，這項延誤演變成軍方的流血鎮壓，令人遺憾，引發的後果也不堪設想。台中市長張子源及議長林仁德表示：中共血腥鎮壓民主運動的暴行充分暴露中國共產黨的邪惡本質，國人要認清中國共產黨的醜陋面目。
行政院為支援民主運動，公布了四項特別措施，其中包括：對放棄大陸護照的在外國的留學生和學者發放中華民國護照；向這些留學生和學者提供學費和生活補助。行政院院長李煥與時任中國國民黨秘書長宋楚瑜、立法委員李勝峰及中國人權協會杭立武等人，在事發後三日（6月7日）於台北國父紀念館前獻上悼念。
民主進步黨主席黃信介表示：民主運動絕不是動刀、動槍、用催淚瓦斯、用坦克車所能鎮壓住的，他並強調如果中國大陸國務院總理李鵬、中國大陸國家主席楊尚昆等人不公開站出來表示中共將力行民主，這項民主運動將繼續下去。政治問題若是愈鎮壓，反彈力量愈大，中共「人民解放軍」不應該以對付敵人的手段來對付人民。中共的血腥鎮壓事件，國民黨與民進黨均應深刻反省，共同塑造和平競爭的政治環境，不要漠視對方為勢不兩立的敵人，盡量避免暴力流血。民主進步黨林義雄等人，發起300個小時的絕食活動，支持中國學生民主運動，並為該黨在當年度的選舉造勢。
中國青年黨發表聲明譴責中國當局的血腥鎮壓，表示“全世界都應當由此警覺中共頭目絕非和平愛好者,而是雙手塗滿血腥的罪人,所有爲虎作倀的懦夫,都是魔鬼的幫凶。中國青年黨以「反共、愛國、民主」立黨,天安門血案證明了本黨宗旨完全正確”，並呼籲“全世界自由人民…提供一切可能的支援,協助中國大陸上十二億人民,早日掙脫枷鎖,重獲「不虞恐懼」的自由”。
6月7日，新聞局長邵玉銘在接受美國哥倫比亞廣播公司訪問時指中華民國政府開放探親政策是“影響大陸民運的因素之一”，政府將“在適當時機提供大陸民運必要支援”。行政院大陸工作會報發佈《支援大陸民主運動措施草案》，提出「立足臺灣、放眼大陸、胸懷全中國」的原則，提出突破中國新聞封鎖（如對大陸廣播、對大陸空飄、經香港等第三地區或國家，轉接電話、傳真、電報等間接聯繫及兩岸現行信件），通過中華民國紅十字會及其他民間團體緊急救援大陸民運人士等，並“整合海內外反共力量”。同時“支援大陸民主運動措施決議”，亦提出由教育部負責「現階段支助在海外大陸學人及留學生反共活動實施要項」，並委由“三民主義統一中國大同盟”處理等。
6月8日，中国第七届全国人大代表的“台湾省代表团”成员陆毅中（陕西省）及其妻胡春華（陝西政協委員），在美国访问期间在洛杉矶發表聲明，辭去職位并與中共当局決裂。
6月9日，中華民國參謀總長郝柏村上將表示“中共的內部鬥爭,本質就是奪軍權,但是槍桿子不能維持政權。現在中共的奪權鬥爭中,軍隊態度不明,會形成割據局面”。6月10日，行政院長李焕在立法院發表施政報告，代表行政院提出支援大陸民運的措施，包括給放棄“中共護照”的的大陸海外留學生、專家等考慮發放中華民國護照，以及給“脫離共黨”的大陸留學生等考慮給與幫助。內政部頒定《中華民國各界舉行哀悼大陸反共產、爭民主死難同胞追悼活動參考要點》，決定於14日降半旗一天，並舉行追悼會。6月11日，行政院長李煥表示中國當局指控台灣與香港、美國是運動「背後的黑手」,是“推卸責任的說法”。
6月12日，宋美齡（前總統蔣介石夫人）在美國波士頓大學發表譴責中共血腥鎮壓的演講，表示“畏怯的共產懦夫由毫無良知的鄧小平牽著鼻子走,發狂殺人,屠殺聚集在北平天安門廣場手無寸鐵的學生、工人及一般民衆,而這些無辜的民眾卻只是尋求基本人權……規模龐大的示威及流血行動亦在上海、南京、廣州、長沙、武漢、重慶、成都、蘭州、哈爾濱、瀋陽以及大陸其他大都市發生。這些都是自發的民眾起義,向全世界說出大陸上的中國人從過去到現在一直不停說的話”，并認爲“七十五年後的今天,共產主義終於破產了”。
6月13日，行政院長李煥在施政報告中,宣告要以行動證實「立足台灣,放眼大陸,胸懷全中國」的信念，在政府的主導下，“整合海內外力量,把共產暴政從中國連根拔除”。6月14日，總統李登輝發表談話，希望中共停止“搜捕殘殺民運人士”，呼籲國際上給予大陸海外留學生及駐外人員一切可能的協助，並囑有關單位協助“海外唾棄中共暴政之大陸留學生及駐外人員”。6月15日，內政部完成《民間團體邀請大陸民主運動人士來台參觀訪問申請作業規定》草案。行政院大陸工作會報初步決定將以個案方式核發中華民國護照給因反共活動致無法返回大陸,或放棄中共護照的大陸留學生、學者，有效期限為三或六年。
6月16日，行政院長李煥在答覆立委質詢時表示當前大陸工作“以政治反攻爲著眼,而不是採取軍事反攻”。6月19日，國家安全會議秘書長蔣緯國在中華戰略學會“對當前大陸民主運動情勢發展”座談會中表示對於大陸民運現況“應該主動而積極地參與;此時不參與,日後將無以面對大陸同胞”。6月21日，台灣駐日代表馬紀壯要求日本政府對中共鎮壓民運等罔顧人權行爲的加以譴責。6月22日，中華民國政府否認新華社所發布的破獲“國特”的消息。新聞局長邵玉銘表示如果大陸民運人士偷渡來台，政府將“依實際狀況從寬處理”。
6月23日，中華民國政府发表声明譴責中国当局对参与上海光新路骚乱冲突的三名人员徐国明、严雪荣和卞汉武进行死刑（为六四事件后首例死刑案件），以及将要对在北京的被捕人士执行死刑，譴責中共成為「全世界之公敵」，“再度顯示其政權暴虐殘酷之本質，已又引起世界文明國家之強烈譴責，並紛紛採取各項制裁措施”。中華民國政府重申“對大陸民主運動人士與同胞及所有海外反共華人：中華民國政府與人民誓與您們永遠站在一起。今後我們將竭盡所能爭取全體中國人的民主自由，直到中共專制政權從中國土地上消失爲止”，亦呼籲國際社會持續對中国当局進行譴責與制裁，以促進中國人權與民主發展。
6月24日，國民黨中央日報發表《中共用善良同胞的鲜血來立威，栽贓轉移不了罪行》社論。國民黨亦成立“支援大陸同胞爭民主運動捐款管理委員會”，負責處理各界支援大陸民運捐款的收支、運用、保管與徵信。截至6月22日止計收新台幣4140餘萬元,美金四萬餘元。6月25日，新聞局長邵玉銘接受美國國家廣播公司訪問，在回答關於台灣是否以軍事行動支援大陸民運時表示“達成中國統一的最佳途徑,係經由和平方式而非武力”。6月26日，總統李登輝在第一屆「亞洲展望研討會」致詞時，呼籲日本在中共政權“已遭全民唾棄之際,發揮道德勇氣,調整目前短視、現實的中國政策,支持中國人民爭取自由與民主的努力”。6月27日，行政院核定「在海外大陸留學生及學人申請中華民國護照作業規定」，以幫助大陸留學生及學人繼續在台澎金馬地區求學及居留，又核定「現階段支助在海外大陸留學生及學人反共活動實施要點」草案，支助方式以研究獎助金、獎學金爲之,金額分別爲每年一萬美元及五千美元。6月28日，國民黨海工會駐美組織支持在美大陸反共留學生成立全美性「大陸同學自治聯誼會」。
7月初，台湾自立報系的记者黃德北由於與王丹的接觸在北京被公安拘押。中华民国政府发表声明，认为中共藉逮捕黃轉移責任、誣陷台灣人員，企圖掩飾其屠殺暴行，並要求中共立即無條件釋放黃德北，亦表示全力支持自立報系及民間團體的救援行動，並呼籲國際媒體與人權組織關注此事，維護新聞自由與人權。行政院新聞局亦立即透過紅十字會查詢此事，並給予必要支援。台湾人权促进会亦发表了对黄德北的紧急声援声明。7月11日，自立報系記者黃德北與徐璐被迫簽下“認罪書”後遭当局驅逐出境。
7月7日，行政院長李煥就任後首度記者會中強調，對大陸工作的主要目的在“促進大陸政治民主化、經濟自由化、社會平等化、輿論開放化”，今後“將在維護復興基地安全條件下,繼續開展大陸工作”。8月1日，新華社猛烈抨擊「全美中國學生學者代表大會」,指台湾、香港贊助會議的人士爲「反動勢力」。8月20日，國民黨中央日報發表《中共蹂躙人權下的政治黑風》社論，認爲中國“政治黑風”的受害者是“大陸同胞,其中特別是知識分子和個體戶”。23日，國民黨中央大陸工作指導小組決定今後“應結合海內外民間力量,對大陸民運及海外民運人士給予支援、協助,以民主力量加速中共政治危機,造成中共內部的量變與質變”。
9月6日，解放軍空軍中尉蔣文浩自福建龍溪機場駕機投靠台灣方面，於下午二時抵金門尚義機場。蔣文浩為六四事件后首個叛逃的解放軍飛行員，被台灣當局稱爲“反共義士”，其於7日記者招待會中表示六四事件造成他“思想上的轉折”,他“不能將熱血、生命奉獻給一個腐敗、讓世人唾棄的共產黨”。中央日報評論指六四事件後“共軍軍心渙散,情勢惡化,蔣文浩義士振翼來歸,代表著全中國人的正義心聲,大陸上千萬人爭民主,爭自由的血淚心力,決不會白費”。
9月11日，行政院大陸工作會報決定將研究「現階段大陸民運人士申請來台居住作業要點」,並交由內政部研擬大陸民運人士來台定居辨法,以接受逃亡海外,有生命危險的大陸民運人士來台定居申請。9月12日，中央日報發表《北平『六四」大屠殺百日祭》社論。

### 民間
部地區的各界青年在事件發生當天，在中正紀念堂廣場舉辦聲援中國民主運動的活動，並發起捐款救援行動。廣場上和兩廳院的台階滿滿都是前來聲援哀悼的市民和學生，大概有萬人，包括來自台大、師大、東吳、中興法商、文化大學、實踐家專、海洋學院、建中及景美等北部地區學校，及台北縣和桃園縣的各界代表，分別手持「北京的淚在流，台北的血在燒」、「莫論書生空議論，頭顱直觸斑斑血」標語，來表達哀痛；而北部地區各大專院校的校長也分別到場，為在這次民主運動中犧牲的青年學子致哀。
時任台大教授的丁守中，呼籲人民捐出一日的所得，轉交給國際紅十字會，作為大陸同胞爭取民主自由的經費，同時也對目前盲目前往大陸投資的商人，予以嚴厲的批評；而海洋學院的教授丁介民則呼籲全國工商界的同胞踴躍捐獻，來慰問死難者的家屬，並協助中國創辦民間報紙，讓天安門的資訊和中共的暴行能傳遍中國各地。
台灣大學的學生在事件發生當天，在校園中貼滿了「悼」字來追念，而椰林大道上，則掛滿了聲援大陸學運的白布條和海報，並在每株椰子樹幹上貼上墨跡未乾的「悼」字；台灣師範大學的學生也發起「民族之血」捐血活動，支持大陸學生爭取民主的壯舉；中山大學的學生在事件發生當日默哀三分鐘，以紀念天安門大屠殺壯烈成仁的學生，同時學生會進行緊急會議，研討進一步的活動發展；高雄工專在事件發生後，成立「支援大陸同胞爭自由行動聯盟」，決定在高雄火車站、大統百貨及中正文化中心（現在的高雄市文化中心）門口發起聯合捐款、萬人簽名譴責及一人一信譴責中共暴行等活動。
6月5日，台灣北、中、南三地同時舉行聲援運動和譴責中國鎮壓的大型集會。6月6日，中國人權協會等公益團體在台北發起追悼會。
由台湾独立运动人士郑南榕创办的自由时代周刊，在6月10日的刊物标题为《中國血腥統治， 台灣必須獨立！》，当中发表多篇评论与报道。杂志认为“中国政权嗜杀暴虐的恶劣本质，不是从今天才开始”，并将六四事件与二二八事件比较分析，认为台湾在六四后应“儘速擺脫虛幻的中國夢”，并从“统一大梦”中醒来。
6月12日，台灣基督長老教會发表對北京事件的聲明，表示对中國學生與知識份子“最深切的關懷與支持”，并对“以武力鎮壓學運、濫殺、濫捕無辜民眾的暴虐行為”“以最嚴厲的譴責”，“為死傷的中國人民迫切祈禱及追念”。長老教會亦呼籲台灣人民和執政當局“覺醒並把握契機”對內“徹底落實主權在民、全面改造國會、軍隊國家化、司法獨立、釋放全部政治犯”，對外“積極拓展獨立自主的外交、建立完整的國際人格，以擺脫被中國併吞的陰影”，并呼吁執政當局為二二八事件向台灣人民道歉。声明最后引用耶利米哀歌「天賦的人權被蹂躪，主必關懷！」。
6月13日，中華民國歸國學友會代表唐力行將台灣聲援大陸民運簽名布幅親交南京大學及南京師範的民運人士,並囑託務必傳至北大。6月14日，台灣全國舉行降半旗儀式，包括總統府升旗典禮上，以為了哀悼在北京流血中死難的中國群眾。全國的各寺廟也在早上11點共同敲鐘，向死者表達追思。6月23日，台灣紅十字會會長陳長文應邀在美國眾議院人權小組舉行的「中國大陸人權問題」聽證會上作證，就中華民國對天安門事件的反應發表證詞。
9月12日，台北中正紀念堂廣場晚間舉行「天安門百日祭」,各界人士冒雨參加。

## 後續

### 對野百合學運的間接催化
華人民主書院主席曾建元認為六四事件發生時，台灣剛解嚴近兩年，報禁也才解除不到一年半的時間，當時台灣社會對於言論自由的追求與六四學生的訴求不謀而合，加上對於民族的認同感，產生大量共鳴，因此聲援人潮踴躍。此外台灣知識份子受到六四事件的刺激，意識到即使台灣自詡為民主陣營的一員，但仍存在「萬年國民大會」、「動員戡亂臨時條款」等威權象徵，與中共有何不同；大陸學生勇於上街頭表態，那台灣也可以試一試等情懷，因此曾建元認為六四事件是1990年台灣野百合學運發生的間接因素之一。曾建元也表示，當時中共鎮壓六四學生引發了國際社會的譴責，使得我國政府在面對「野百合運動」學生的抗議時，決議避免武裝衝突，採取和平處理、談話等方式，甚至願意採納學生建言，終止萬年國大和動員戡亂臨時條款。曾建元認為在當時六四事件的背景下，算是間接影響了台灣民主化的進程。
野百合運動學生領袖范雲認爲，六四事件為台灣學運帶來靈感與啟發，可謂對台灣民主化有加速之結果。然據樊俊朗地觀察發現，原先假設台灣對於六四事件應具有相當程度之了解，在台灣「六四」卻成為一個「符號」，其目的為團結反抗北京政府的壓迫，竟成為反共團體傳遞政治理念的場域，已非原先為六四事件聲援之訴求。政治學者吳介民亦提到，「在當時台灣政治情境，批判中共，很容易落入『反共邏輯』而被解釋成是在附和國民黨；而同時，台灣在民主化過程中，中共對台灣不斷打壓，讓人對中國產生疏離感，因為一般人很難區分政權、國家、人民。」范雲提到，「六四事件時，其實學生也是被國民黨動員來中正紀念堂的。 國中、高中由教官動員，另外還有黨務、教務與『反共青年救國團』等系統運作，才有這樣的規模」。並分析認為，這樣的動員符合國民黨利益：「因為當時國民黨反共、不反中，在同樣是炎黃子孫、大中華民族的設定下，就有很多『愛國學生』不分晝夜地在中正紀念堂聲援」。於是，造成當年國民黨熱血聲援中國學生運動，但是卻反對台灣學生運動的特殊現象，且在聲援過程，宣傳共產主義仍是不允許的。 在不同的時空背景，聲援的訴求也有所改變。初期以「民族情懷、血脈相連」之情操，聲援大陸地區受專制下的迫害，大喊「支持大陸同胞爭取民主自由」；然至近代，則轉變為「捍衛人權、普世價值」的主軸方針。故在獨特中國與台灣間尷尬角色與歷史情懷之下，對於所謂「聲援」活動的主軸，實質僅為反共訴求情操的展現，而非對人權普世價值的重視。

### 各界的紀念活動與表態

#### 政治界
在紀念「六四」25周年，前國民黨主席暨總統李登輝強調信仰的力量。李認為中國人受封建的影響，容易用民族主義、國家主義引導政策，事實上，中國人應該從信仰和人權為開端，實踐信仰，讓個人解放，追求人權的普世價值。
施明德認爲六四的精神在於勇於反抗，六四的精神在於鼓舞後進，燃起希望。六四不是「意識形態」的戰場。 我不想說重話，但若林保華真的是民主、自由的鬥士，回中國去抗爭、改革與坐牢吧！「自由永遠是抗爭者的戰利品，絕不是掌權者的恩賜物。」流亡海外對中國的民主改革與自由沒有意義。台灣的主權、民主、自由與尊嚴，台灣人會自己捍衛，不必由流亡到台灣的中國人來鼓動！
馬英九任總統時期，在26周年時發表感言：去年雙十國慶致辭時，我曾呼籲，大陸在推動政治改革時，建立包容異議分子的民主價值，逐步推動具有大陸特色的民主化進程。容忍歧見不是舶來品，中國春秋時代的子產，就以不毀鄉校、容忍人民批評政府獲得時人的讚賞。我們這七年來的努力，使兩岸關係未來發展，已經有堅持「九二共識」作為共同基礎，倘若大陸方面更進一步深化民主進程，我們認為，這就是兩岸未來可以更深入對話的共同基礎。... …『平反六四』，就是為兩岸創造雙贏的重要歷史條件之一」，馬總統舉例，台灣每年紀念228事件，「就事論事，將心比心」，他認為平反64必然會對台灣產生極大的正面作用，拉近雙方心理距離，讓兩岸互動有更穩定、豐富的共同基礎，創造更有開創性的未來。
六四30周年時，馬英九於Facebook上發表：令人感觸的是，當年台灣民眾曾經那麼關心大陸，雙方的心理距離一度貼近，如今卻日漸疏離。這固然是因為兩岸制度巨大差異的關係，但也有很多人指出，30年前那場民運的處理方式，是兩岸民心漸行漸遠的轉捩點。每個國家、每個政權都不免犯錯，「二二八事件」及「白色恐怖時期」，也曾為台灣帶來巨大傷痛，20多年來在政府一連串的努力下，60、70年前所劃下的傷口，才逐漸癒合。...... 「面對歷史，就事論事，是非分明；面對家屬，將心比心，療傷止痛。」馬英九認為，唯有撫平受難者與家屬的傷痛，才能真正療癒國家的傷痛。大陸若能採取這些行動，所產生正面作用，將可大幅拉近兩岸的心理距離，讓雙方互信有更深層的基礎。「六四，還是個待解的結。我們相信沒有解不開的結，結解開了，才有助兩岸人民『心靈契合』。我期盼著。」

#### 公民團體
2014年六四前夕，台灣學生促進中國民主化工作會、華人民主書院等團體在自由廣場舉辦晚會，並拉起有坦克的天安門廣場巨幅圖像，希望每個人都可以「路過天安門，人人坦克人」，打卡上傳聲援六四。
2017年6月5日，在台藏人福利協會會長札西慈仁表示，中國政府不分族群的進行打壓，不管是漢人或西藏人。由於西藏人民主張獨立，1950年陸續流亡海外，1987年曾發生中國對西藏進行血腥鎮壓。1995年時，西藏流亡精神領袖達賴喇嘛宣佈一位6歲男童更登確吉尼瑪為十一世班禪喇嘛，即被北京政府帶走，至今應28歲，卻不知生死下落。札西慈仁說，藏人原以為六四運動可以帶給中國改變的希望，但是「中國政府殺他自己的小孩」，讓藏人感到希望落空。雖藏人流亡到世界各地，想要回家的路很難，但不會放棄對抗中國。
2018年5月31日多個公民團體上午在立法院舉辦「人權宣言70年，中國壓迫在身邊」六四事件29週年紀念晚會會前記者會，綠委尤美女、監委高涌誠、台灣人權促進會秘書長邱伊翎、台灣聲援中國人權律師網絡召集人郭吉仁、國際特赦組織台灣分會代理秘書長黃尚卿皆出席參加。
郭吉仁首先指出，今年的六四紀念活動很不一樣，顯示民間團體已經意識到中國人權迫害的嚴重性。他透露，這次有很多泛綠、獨派團體主動參加，包含台灣智庫、青平台、永社、陳文成博士紀念基金會等團體，也許是感受到國際局勢、中國文攻武嚇的壓力。主辦單位提出三項訴求：
一、呼籲中國政府平反六四、調查真相，並追究當時違法鎮壓之下令者及執行者的法律責任。
二、呼籲中國政府釋放中國良心犯與停止濫押政治異見者，依憲法讓中國境內異議人士自由出入國境，並開放海外黑名單回國，保障人民的基本人權與自由。人民的異見需要溝通，暴力壓制並不能消滅這些聲音。
三、呼籲台灣政府與中國政府進行任何兩岸交流並須以人權為前提。並且在呼籲中國重視人權之外，也要審慎檢討國內的人權事件。
吾爾開希表示，天安門的學生和太陽花學運，同樣都面對專制政權，25年前，我們得到台灣人民的支持，這25年來，你們一直站在正確的一方，雖然現在我們還沒有成功，但需要你們繼續的支持，希望台灣人民能和我們站在一起。

## 八九民運后各主要人物的相關評論

### 陳映真
1990年陳映真率領聯盟成員訪問時任中共中央總書記的江澤民，他當場強調：「海峽兩岸都屬於一個中華民族的共同體，我們要共同分享民族錦長光華的歷史和文化傳統，也要共同承擔民族未來的榮辱與興衰的責任。」〈悲傷中的悲傷：寫給大陸學潮中的愛國學生〉：「在遠遠沒有這些思維、分析與解答之前，同學們竟懷著單純卻毫無政治和知識實體的虛無口號與理想，虛弱已死，甚至引起一場毫無進步實質的大亂，三度浩劫之於，突然讓新的一批特權化、買辦化和美國化的知識份子，繼續喋喋不休的咒罵自己的民族、歌頌西方的進步與為大⋯⋯這是和等的悲哀中的悲哀呢？」

### 李登輝
「六四」事實上是近代中國發展的一個關鍵契機，中國卻忽略學生訴求、以暴力鎮壓回應。他表示：「依我的看法，當年不要鎮壓最好。」學生運動的本質是既單純又熱情，他們嚮往民主自由，非為個人謀私利，中國領導人應傾聽溝通、廣納人才。但當年鄧小平堅持「政左經右」，不願放棄共產專制，並感嘆中國原本可以轉型的契機就這樣沒了。他也強調，如中共武力犯台失敗，將得不償失，蒙受的經濟損失肯定無可計數，就如1989年天安門鎮壓“六四”事件後，中共遭到國際社會制裁及孤立。他認為，外界有必要看清，中共總書記習近平是否敢冒這樣的風險。他表示中共的霸權主義是政治體制衍生而出，中國人民至今還沒體驗過真正的民主主義或自由。日本、台灣已確立民主主義，因此台灣有必要傳達民主、自由的真正價值給中國人民知道，呼籲他們，唯有民主才能得到真正的自由。

### 馬英九
馬英九強調，他每年都會在「六四」前夕發表紀念文字，舉台灣平反「二二八事件」與「白色恐怖時期」不當審判事件的經驗為例，希望中共當局療傷止痛，平反「六四」，就算他擔任總統後，大力促成兩岸和解，並確立「九二共識」為雙方共同政治基礎，但態度依然是「六四不平反，統一不能談。」

### 蔡英文
蔡英文說幾十年來，中國大陸始終沒有走出這場歷史悲劇的陰霾。 對照之下，台灣也曾歷經二二八事件、美麗島事件，也曾被當時的統治當局說成是暴亂事件。但因為這些事件所醞釀、累積及動員出的社會能量，驅動了台灣民主政治的改革及全面的民主化。而這些年來，政府承擔起歷史的責任，並致力追求真相，以及對受難者與家屬的平反及賠償。 台灣最近甚至成立了「促進轉型正義委員會」。將調查並檢討威權時期國家在人權上所犯的錯誤，這些工作是為了進一步追求歷史事件的真相，撫平社會傷痕，化解對立，進而鞏固台灣的民主制度。她認為就跟台灣推動民主政治改革及轉型正義是一樣的道理，並由衷相信，如果北京當局可以正視六四事件，承認這個事件國家暴力的本質，六四不幸的歷史將會轉化成中國邁向自由民主的基石。她也期許，有一天中國網民不用翻牆就可以自由瀏覽她的臉書。期待，兩岸可以共享自由和民主的普世價值，讓兩岸人民有更大的空間，互相理解和合作。這是兩岸政府可以共同努力的目標。

### 徐宗懋
新聞鬥士徐宗懋歷劫歸來，他躺在擔架上被抬出機門的第一句話是：用槍砲、坦克、刺刀就想打消人民追求民主自由的渴望，是絕不可能的事。(徐宗懋為六四天安門當時第一現場的記者，曾在採訪的過程中被流彈打傷。)徐宗懋近期對六四的態度: 徐宗懋指稱，在台灣，前20年紀念六四的情況我很熟悉，馬英九總統今年紀念「六四」的文章，用大陸人的話來說，他覺得「還行！」只是如果馬總統能多說一些「我們中國人這樣那樣」的話，效果應該會更好。至於，蔡英文談到「六四」，他則認為是假惺惺，民進黨如果真的關心中國大陸人權，只要善待在台灣的大陸配偶，平等的對待大陸的留學生，友善的歡迎大陸的訪客，就是關心大陸人權的具體表現。但徐宗懋認為民進黨式歧視中國人民，還敢談中國人權。而他也認為，如今這兩年來一些紀念六四的團體，都有著台獨的色彩。認為這些熱中於汙辱中國人，替日本殖民主義幫腔，是沒資格去談人權的。

### 吳伯雄
在市政會議中指出，大陸同胞為爭民主自由被中共以血腥殘忍手段殺害，在中國歷史上是悲痛的一頁。天安門事件的發生，使我們更深入的瞭解共產黨的本質，這幾年共產黨用和平攻勢、用笑臉統戰，使很多人忘記了共產黨的本質，甚至誤認為共產主義在變；但從這次發生的事件中，更使大家深刻的體認到共產黨的基本本質是不會變的。為哀悼天安門死難的大陸同胞，台北市數家百貨公司自昨天開始，在一樓大門口發起簽名及捐款活動。